# Pirs
Pirs (rusky: Пирс, doslovně Molo) byl modul Mezinárodní vesmírné stanice. Sloužil k připojování ruských vesmírných lodí Sojuz a Progress a byl používán jako přechodová komora pro dva kosmonauty při výstupech do volného prostoru. Byl také označován jako Stykovočnyj otsek (SO-1) (rusky: Стыковочный отсек, "Dokovací komora") nebo v názvosloví NASA jako Docking compartment (DC-1) ("Dokovací prostor"). Do vesmíru byl vypuštěn 14. září 2001 a k ISS se připojil o tři dny později. Od stanice byl odpojen 26. července 2021 a téhož dne zanikl v horních vrstvách atmosféry.  

## Popis modulu
Modul válcového tvaru se zaoblenými hranami měl průměr 2,55 metru a byl dlouhý 4,91 metru včetně vodícího dokovacího vybavení a 4,05 metru mezi dotykovými rovinami dokovacích agregátů, měl tedy stejné rozměry jako pozdější modul Poisk. Vážil 3 676 kg a jeho vnitřní objem byl 13 m3. Kromě dvojice dokovacích mechanismů na protilehlých koncích válcového tělesa měl dva boční průlezy o průměru jednoho metru umožňující kosmonautům ve výstup a návrat ve skafandrech. 
Pirs měl kromě dvou základních funkcí – dokování jedné kosmické lodi Sojuz nebo Progress a umožňování výstupu do volného prostoru pro dva kosmonauty – schopnost přečerpávat palivo z palivových nádrží zakotvené zásobovací lodi Progress buď do integrovaného pohonného systému servisního modulu Zvezda, nebo do funkčního nákladového bloku Zarya. Mohl by také naopak převádět pohonné látky z modulů Zvezda a Zarja do pohonného systému zakotvených vozidel Sojuz a Progress.
Modul vyrobila společnost RKK Eněrgija. Byl podobný dokovacímu modulu Mir, který se používal na stejnojmenné kosmické stanici Mir. Pirs, původně připravovaný pro vesmírnou stanici Mir 2, byl nakonec začleněn do programu ISS, v němž se spojil záměr stanice Mir 2 spojil s americkým záměrem vybudovat stanici Freedom.
Plánovaná životnost modulu Pirs jako součásti ISS byla pět let. Podle dřívějších plánů se počítalo i s vypuštěním druhého, identického modulu 2 (SO-2). Po přepracování ruského segmentu ISS v roce 2001 byla stavba SO-2 zrušena, ale po další změně plánů přece jen našel využití a přeměnil se v modul Poisk, který byl k ISS připojen v roce 2009.

## Průběh letu

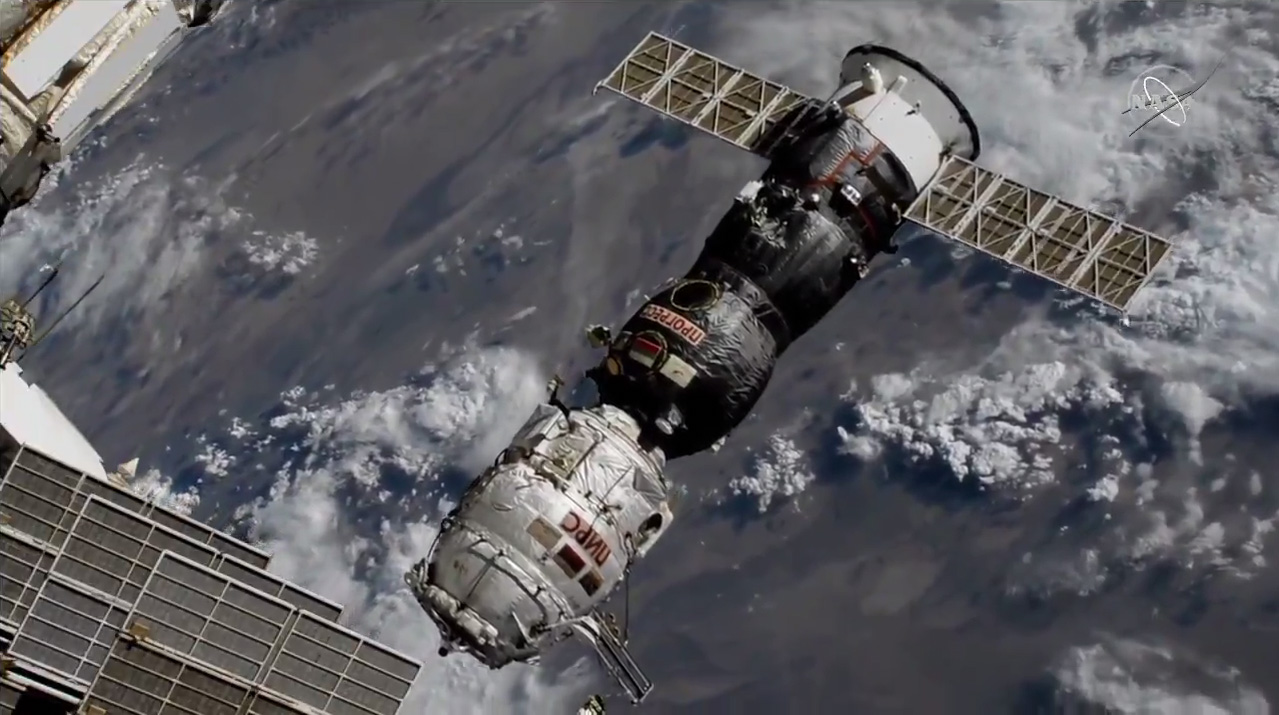
Modul Pirs s nákladní lodí Progress MS-16 krátce po odpoutání od ISS 26. července 2021.

Modul Pirs byl vynesen lodí Progress-M SO-1 14. září 2001 v 23:35 UTC a o dva dny později, 17. září v 01:05 UTC se připojil k ISS přes port Zvezda nadir (spodní port servisního modulu Zarja orientovaný směrem k Zemi). 
Za bezmála 20 let fungování ve struktuře ISS se přes modul Pirs připojilo celkem 45 ruských kosmických lodí, z toho 9 Sojuzů (TM a TMA) a 36 Progressů (M1, M, M...M a MS). První z nich byl Sojuz TM-32, který se přes Pirs na 12 dní zadokoval měsíc po jeho připojení k ISS, 19. října 2001. Naopak poslední lodí, která navíc Pirs s sebou z ISS odvezla, byl nákladní Progress MS-16 připojený od 17. února do 26. července 2021. 
Při výstupech do otevřeného prostoru 18. listopadu 2020 a 2. června 2021 byly ruskými kosmonauty provedeny úpravy ruské části Mezinárodní vesmírné stanice, nezbytné k nahrazení modulu Pirs v roce 2021 novějším laboratorním modulem Nauka. 
Pirs byl společně s nákladní lodí Progress MS-16 odpojen od Mezinárodní vesmírné stanice 26. července 2021 v 12:56 SELČ (10:56 UTC). O několik hodin sestava shořela v atmosféře. Ke stanici byl Pirs připojen celkem 7252 dní (tj. 19 let a 312 dní), 9 hodin a 50 minut a stal se prvním obytným modulem, který z ní byl trvale vyřazen.

### Přehled lodí připojených k ISS přes modul Pirs
| loď            | připojena          | odpojena           | dní |
| -------------- | ------------------ | ------------------ | --- |
| Sojuz TM-32    | 19. října 2001     | 31. října 2001     | 12  |
| Sojuz TM-33    | 20. dubna 2002     | 5. května 2002     | 15  |
| Sojuz TMA-1    | 1. listopadu 2002  | 3. května 2003     | 184 |
| Progress M1-10 | 11. června 2003    | 4. září 2003       | 81  |
| Sojuz TMA-3    | 20. října 2003     | 29. dubna 2004     | 193 |
| Sojuz TMA-5    | 16. října 2004     | 29. listopadu 2004 | 44  |
| Sojuz TMA-6    | 17. dubna 2005     | 19. července 2005  | 93  |
| Sojuz TMA-7    | 3. října 2005      | 18. listopadu 2005 | 46  |
| Progress M-55  | 23. prosince 2005  | 19. června 2006    | 178 |
| Progress M-57  | 26. června 2006    | 16. ledna 2007     | 204 |
| Progress M-59  | 20. ledna 2007     | 1. srpna 2007      | 193 |
| Progress M-61  | 5. srpna 2007      | 22. prosince 2007  | 139 |
| Progress M-62  | 26. prosince 2007  | 4. února 2008      | 51  |
| Progress M-63  | 7. února 2008      | 7. dubna 2008      | 60  |
| Sojuz TMA-12   | 10. dubna 2008     | 24. října 2008     | 196 |
| Progress M-01M | 30. listopadu 2008 | 6. února 2009      | 68  |
| Progress M-66  | 13. února 2009     | 6. května 2009     | 82  |
| Progress M-02M | 12. května 2009    | 30. června 2009    | 49  |
| Sojuz TMA-14   | 2. července 2009   | 11. října 2009     | 100 |
| Progress M-03M | 18. října 2009     | 22. dubna 2010     | 186 |
| Progress M-05M | 01. května 2010    | 25. října 2010     | 177 |
| Progress M-08M | 30. října 2010     | 24. ledna 2011     | 86  |
| Progress M-09M | 30. ledna 2011     | 22. dubna 2011     | 82  |
| Progress M-10M | 29. dubna 2011     | 29. října 2011     | 183 |
| Progress M-13M | 2. listopadu 2011  | 23. ledna 2012     | 82  |
| Progress M-14M | 28. ledna 2012     | 19. dubna 2012     | 82  |
| Progress M-15M | 22. dubna 2012     | 22. července 2012  | 91  |
| Progress M-15M | 29. července 2012  | 30. července 2012  | 2   |
| Progress M-16M | 2. srpna 2012      | 9. února 2013      | 191 |
| Progress M-18M | 11. února 2013     | 25. července 2013  | 164 |
| Progress M-20M | 28. července 2013  | 3. února 2014      | 190 |
| Progress M-22M | 5. února 2014      | 7. dubna 2014      | 61  |
| Progress M-23M | 9. dubna 2014      | 21. července 2014  | 103 |
| Progress M-24M | 24. července 2014  | 27. října 2014     | 96  |
| Progress M-25M | 29. října 2014     | 25. dubna 2015     | 178 |
| Progress M-28M | 5. července 2015   | 19. prosince 2015  | 167 |
| Progress MS    | 23. prosince 2015  | 2. července 2016   | 192 |
| Progress MS-03 | 19. července 2016  | 31. ledna 2017     | 196 |
| Progress MS-05 | 24. února 2017     | 20. července 2017  | 146 |
| Progress MS-07 | 16. října 2017     | 28. března 2018    | 163 |
| Progress MS-09 | 10. července 2018  | 25. ledna 2019     | 199 |
| Progress MS-11 | 4. dubna 2019      | 29. července 2019  | 116 |
| Progress MS-12 | 31. července 2019  | 29. listopadu 2019 | 120 |
| Progress MS-13 | 9. prosince 2019   | 8. července 2020   | 212 |
| Progress MS-15 | 23. července 2020  | 9. února 2021      | 200 |
| Progress MS-16 | 17. února 2021     | 26. července 2021  | 159 |

(Všechny lodi byly připojeny k portu Pirs nadir, který míří k Zemi. Data odpovídají časům v UTC)